# Arthur Richard Weber
Arthur Richard Weber (* 5. September 1841 in Altona; † 13. Mai 1920 in Hamburg) war ein deutscher Unternehmer und Kaufmann in Japan.

## Berufliche Entwicklung
Nach einer kaufmännischen Ausbildung in Hamburg und anschließender Zusatzausbildung in London entschloss sich Arthur Richard Weber für seinen weiteren beruflichen Weg die norddeutsche Heimat zu verlassen. Deshalb band er sich in einem dreijährigen Arbeitsvertrag, den er in Amsterdam unterzeichnete, nach Japan zu gehen. Er verpflichtete sich zu einer kaufmännischen Tätigkeit bei der Firma L. Kniffler & Co. in Nagasaki. Diese Firma gehörte zu den deutschen Vorreiterunternehmen im asiatischen Raum und hatte bereits 1859 ihre erste Niederlassung auf der Insel Deshima im Hafen von Nagasaki eröffnet. Mit dem Dampfer „Kreuzfahrer“ verließ er im Herbst 1862 Europa und landete im März 1863 in Nagasaki. Wie vereinbart war er mehrere Jahre für die Firma Kniffler an mehreren Standorten, so auch in Yokohama und Kobe als Kaufmann tätig.
Nach diesen ersten Erfahrungen in Japan wagte Arthur Richard Weber sich, als erster europäischer Kaufmann ab 1868 in Niigata niederzulassen. Das war eine Zeit, in der gerade die heftigen Auseinandersetzungen zwischen den Gefolgsleuten des Shoguns und den Anhängern des Kaisers abgeebbt waren. Er verließ also 1868 Kobe und begab sich auf die Reise nach Niigata, um dort ein eigenes Handelsunternehmen aufzubauen. Über acht Jahre blieb er in der Region und wurde ein angesehener und wohlhabender Kaufmann. Obwohl er sich nicht zu oft in Tokyo aufhielt pflegte er gute Beziehungen zur Deutsche Gesellschaft für Natur- und Völkerkunde Ostasiens (OAG). Nach 1873 erschien sogar ein Artikel aus seiner Feder in den Mitteilungsblättern über die Besonderheiten des Teeanbaus in seiner Region. Als sich dann um 1876 die Zusammenarbeit mit seinem Geschäftspartner Adolf Leysner, der als deutscher Honorarkonsul nach Niigata gekommen war, immer komplizierter gestaltete lösten sie die gemeinsame Firma Weber, Leysner & Co. 1876 auf.  Weber kehrte nach Deutschland zurück. Hier heiratete er und gründete eine Familie.
Doch Arthur Richard Weber ließen sein in Japan gesammelten Erfahrungen und Eindrücke nicht los. Er setzte sich hin und schrieb erste Erlebnisse auf, zuerst, um sie für sich selbst zu erhalten. Doch dann hatte sich so viel Material angesammelt, dass er sehr viele davon in einem Roman verarbeitet. Das Buch erschien 1886 unter dem Titel „Kontorrock und Konsulatsmütze“, jedoch veröffentlichte er es nicht mit seinem eigenen Namen, sondern unter dem Pseudonym Arw. (Arwed) Solano. Wie er selbst auch für sich, hatte er allen handelnden Personen andere Namen gegeben und er selbst steckt hinter dem Handlungsträger „Flügge“. Sehr schnell war die erste Ausgabe vergriffen und erhielt unter den Asieninteressierten einen vordergründigen Platz eingeräumt, weil er einen Nerv der damaligen Zeit unmittelbar getroffen hatte. Es war die Sehnsucht nach anderen Ländern, bei Weber dargestellt am Handeln eines deutschen Kaufmanns unter außerordentlich schwierigen Rahmenbedingungen. Aber es nahm seine Leser auch deswegen gefangen, weil die enthaltenen Geschichten eine Zeit des Neubeginns, des Kampfes der Shogune gegen das aufkommende, ein Tor zur Welt aufstoßende, japanische Kaiserreich betraf. Damit hat Weber den zahlreichen Kaufleuten der ersten Stunde, die die Gunst des Umbruchs in Asien nutzten, ein Denkmal gesetzt.
Doch Arthur Richard Weber konnte in Deutschland selbst nicht an die Erfolge seiner Zeit in Japan anknüpfen. Zwei Jahre nach seinem ersten Buch erschien 1888 ein Zweites unter dem doppeldeutigen Titel „Überseer daheim“. Darin beschrieb er sein Leben nach der Rückkehr in der Heimat, konnte aber in keiner Weise mit gleichwertig interessanten Erlebnissen aufwarten, wie im ersten Buch.
Am 13. Mai 1920 verstarb Arthur Richard Weber in Hamburg.

## Familie
Arthur Richard Weber war mit Clara Maria geborene Güntzel verheiratet. Aus der Ehe gingen 3 Söhne hervor.

## Publikationen
- Ueber den Anbau des Thee´s an der Westküste Japan´s mit besonderer Berücksichtigung der klimatischen Verhältnisse. Mittheilungen der OAG, 3. Heft, S. 10–13.
- Kontorrock und Konsulatsmütze. Hamburg, 1886. Nachdrucke und Neuausgabe
- Ueberseer daheim: Eine Erzählung aus der Gegenwart von Arw. Solano [d.i.: A. R. Weber]. Forts. von "Kontorrock und Konsulatsmütze", Friedrich Luckhardt Verlag Berlin, 1888.
- als Arw. Solano: Der Geheimbund der Börse. Beyer Verlag, Leipzig, 1893. In mehreren Auflagen
- als Arw. Solano: Die Organisation der Terminbörsen und deren notwendige Aufhebung. Beyer Verlag Leipzig, 1893.